# 렐런드 L. 존스
릴런드 L. 존스(Leland L. Jones, 1968년 11월 28일 ~ )는 미국의 배우, 저자이다.
캔자스시티에서 태어났다.

## 영화
- 파파 (2012년) - 이민국 요원 역
- 마이 페이크 피앙세 (2009년) - 레버런드 짐 역
- 미트 더 브라운스 (2009년) - 고든 역
- 미시시피 댐드 (2009년)
- 대디즈 리틀 걸스 (2007년)
- 브로큰 브리짓스 (2006년)
- 가스펠 (2005년)
- 루징 그레이스 (2001년)
- 러스틴 (2001년)
- 디스터번스 (2001년)
- 런어웨이 (2000년)
- 인 크라우드 (2000년) - 포토그래퍼 역
- 워터프루프 (1999년)
- 플래시 (1997년)
- 크리스마스 메모리 (1997년)